# アニター・デサイ
アニター・デサイ（Anita Desai, 1937年6月24日 - ）またはアニタ・デサイは、インドの小説家である。小説家キラン・デサイは娘。

## 略歴
1937年、インド北部のウッタラーカンド州デヘラードゥーン県に生まれた。父親はベンガル出身のインド人、母親はドイツ人。その後イギリスを経て、アメリカに移り住んだ。1983年にガーディアン賞を受賞した。1980年、1984年、1999年、3度ブッカー賞の最終候補者になっている。
1984年に発表した『デリーの詩人』がイスマイル・マーチャント監督により1993年に映画化され、日本では『詩人の贈り物』のタイトルで1994年の京都国際映画祭で上映された。1993年から2002年までマサチューセッツ工科大学教授。

## 受賞・褒章
- ガーディアン賞（1983年）（The Village by the Sea（『ぼくの村が消える！』）に対して）
- サヒタヤ・アカデミー賞 (Sahitya Akademi Award) （1978年）[1]
- ニール・ガン賞（1994年）[1]
- アルベルト・モラヴィア賞（1999年）[1]
- パドマ・ブーシャン（2014年）[1]

## 作品
- Cry, The Peacock (1963)
- Voices in the City (1965)
- Bye-bye Blackbird (1971)
- The Peacock Garden (1974)
- Where Shall We Go This Summer? (1975)
- Cat on a Houseboat (1976)
- Fire on the Mountain (1977)
- Games at Twilight (1978)
- en:Clear Light of Day (1980)
- en:The Village By The Sea（『ぼくの村が消える！』） (1982)
- In Custody（『デリーの詩人』） (1984)
- Baumgartner's Bombay (1988)
- Journey to Ithaca (1995)
- en:Fasting, Feasting (1999)
- Diamond Dust and Other Stories (2000)
- en:The Zigzag Way (2004)
- The Artist Of Disappearance (2011)

## 日本語訳された作品
- 『ぼくの村が消える！』 岡本浜江訳、国土社〈現代の文学〉、1984年、ISBN 4337205020
- 『デリーの詩人』 高橋明訳、めこん〈現代インド文学選集〉、1999年、ISBN 4839601275